# ناحیه فرانکلین، شهرستان هوتون، میشیگان
ناحیه فرانکلین (به انگلیسی: Franklin Township) یک منطقهٔ مسکونی در ایالات متحده آمریکا است که در شهرستان هوگتون واقع شده‌است.
 ناحیه فرانکلین ۵۳٫۶ کیلومتر مربع مساحت و ۱٬۳۲۰ نفر جمعیت دارد و ۳۳۶ متر بالاتر از سطح دریا واقع شده‌است.